# Trigynia

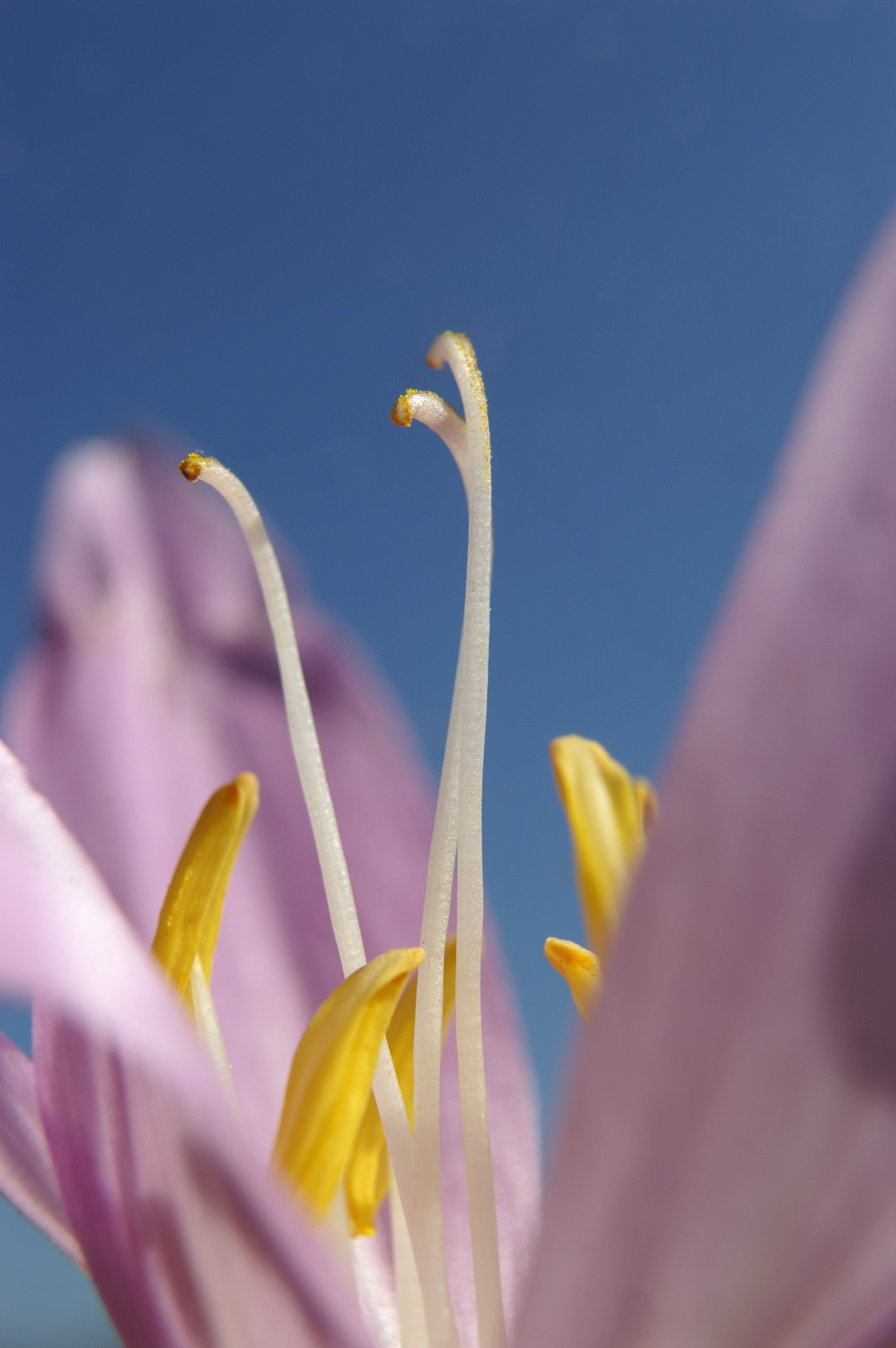
Colchicum autumnale (Flor com três pistilos.

Em botânica, trigynia  é uma ordem de plantas segundo o sistema de Linné.  Apresentam flores hermafroditas com três pistilos.
Está circunscrita nas seguintes classes:
| - Classe 2. Diandria - Classe 3. Triandria - Classe 5. Pentandria - Classe 6. Hexandria - Classe 8. Octandria | - Classe 9. Enneandria - Classe 10. Decandria - Classe 11. Dodecandria - Classe 12. Icosandria - Classe 13. Polyandria |